# Cinnycerthia
 Cinnycerthia és un gènere d'ocells de la família dels troglodítids (Troglodytidae) que habita el sotabosc de muntanya dels Andes. Aquests reietons mesuren 14-16,5 cm de llarg i tenen un bec petit i un plomatge gens cridaner, amb barres fosques a les ales i la cua. El nom del gènere és la combinació de Cinnyris, un gènere de suimangues i Certhia, un gènere de raspinells.

## Taxonomia
Segons la Classificació del Congrés Ornitològic Internacional (versió 3.5, 2013) aquest gènere està format per quatre espècies:
- Cinnycerthia unirufa - cargolet rogenc.
- Cinnycerthia olivascens - cargolet de Sharpe.
- Cinnycerthia peruana - cargolet del Perú.
- Cinnycerthia fulva - cargolet lleonat.